# Ulmus americana
Ulmus americana är en almväxtart som beskrevs av Carl von Linné. Ulmus americana ingår i släktet almar och familjen almväxter. Inga underarter finns listade i Catalogue of Life.
Enstaka exemplar kan vara 36 meter höga. Ulmus americana växer snabb och den kan bli gammal. Några individer uppskattas vara 175 till 200 år gamla. Förökningen sker främst genom frön som sprids med vinden.
Ulmus americana är ett av dem officiella symbolen för delstaten North Dakota. Trädet blommar i delstaten innan bladen bildas vid slutet av april. Ungefär en månad senare är artens frön mogna.
Arten planterades före uppkomsten av almsjukan ofta som vindskydd och för att skapa skuggiga platser.

## Utbredning
Arten förekommer i östra USA och sydöstra Kanada. Utbredningsområdets västra gräns går från östra Saskatchewan över Nebraska till centrala Texas. I norr sträcker sig gränsen från Saskatchewan över bland annat södra Ontario och södra Québec till sydvästra Newfoundland. Ulmus americana växer i låglandet och i bergstrakter upp till 1400 meter över havet. I bergstrakter hittas arten ofta vid vattendrag. Arten ingår vanligen i lövskogar tillsammans med arter av lönnsläktet, av hickorysläktet och av björksläktet. Även skogar med Ulmus americana och rödask som dominerande träd kan förekomma.

## Bevarandestatus
Liksom skogsalm och lundalm drabbas arten av almsjuka. Svamparna som orsakar sjukdomen registrerades i Nordamerika för första gången 1927 men större populationer som uppvisade sjukdomen fanns först under 1940-talet. Unga exemplar av arten kan uthärda almsjuka lite bättre och enstaka träd drabbas inte. På grund av att Ulmus americana kan utveckla frön tidig under livet finns en större population av ganska unga träd kvar. Till några regioner av utbredningsområdet nådde almsjukan inte fram men det kan hända i framtiden.
IUCN befarar att hela beståndet minskar med 50 till 80 procent under de kommande 100 åren (tre generationer räknad från 2019) och listar arten som starkt hotad (EN).
För att skydda arten undersöks hur trädet kan bli tåligare mot skadeinsekter som Xanthogaleruca luteola, Popillia japonica, Fenusa ulmi, Paleacrita vernata och Alsophila pometaria. Ofta drabbas redan skadade träd av almsjuka. Asiatiska arter av almsläktet klarar sjukdomen bättre och inom botaniken försöks att skapa hybrider mellan Ulmus americana och asiatiska almar. Kina exporterade vid slutet av 1970-talet frön från olika asiatiska arter av almsläktet och träden som odlades i Nordamerika började för första gången blomma under 1990-talet.

## Bildgalleri

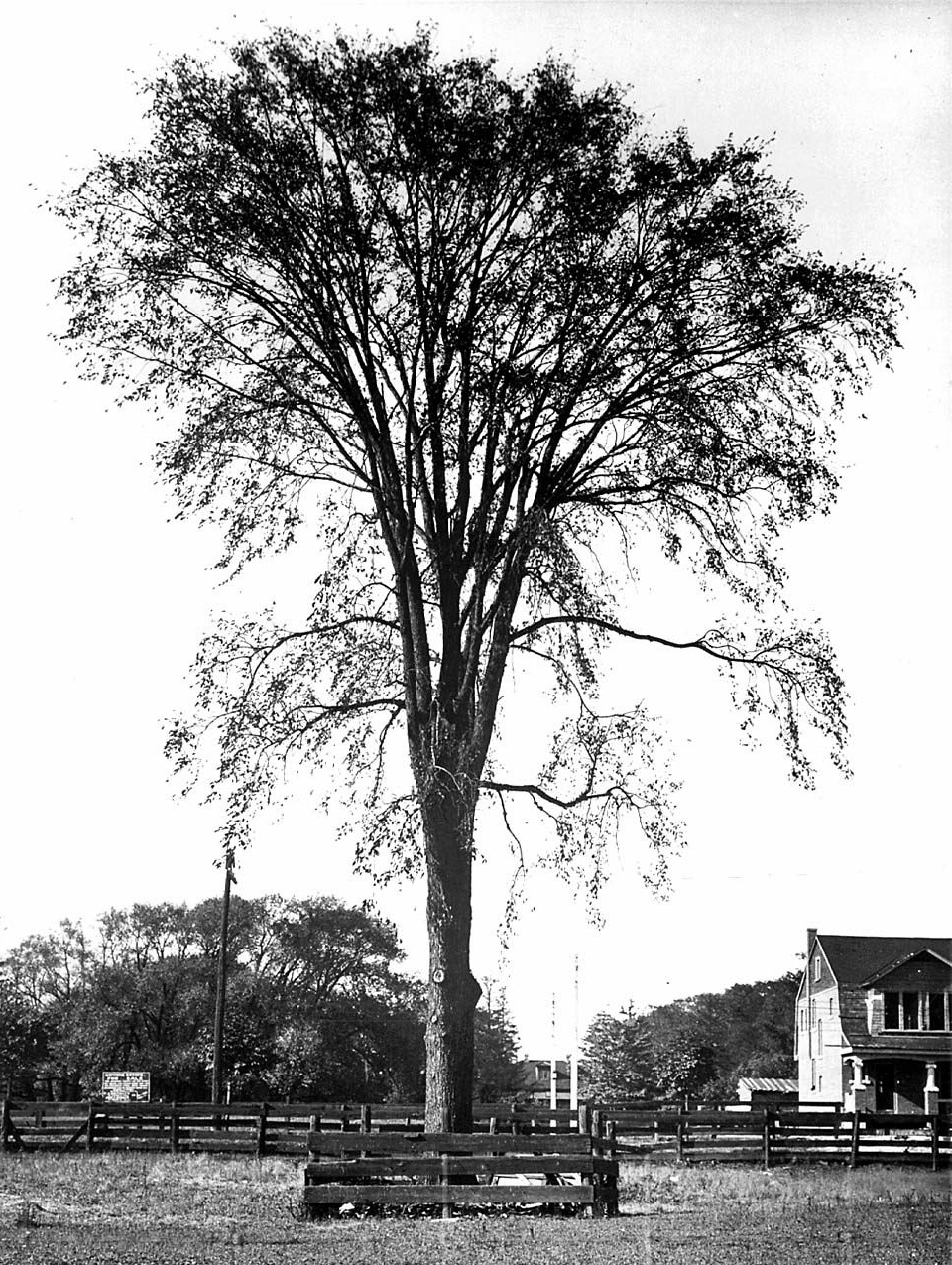
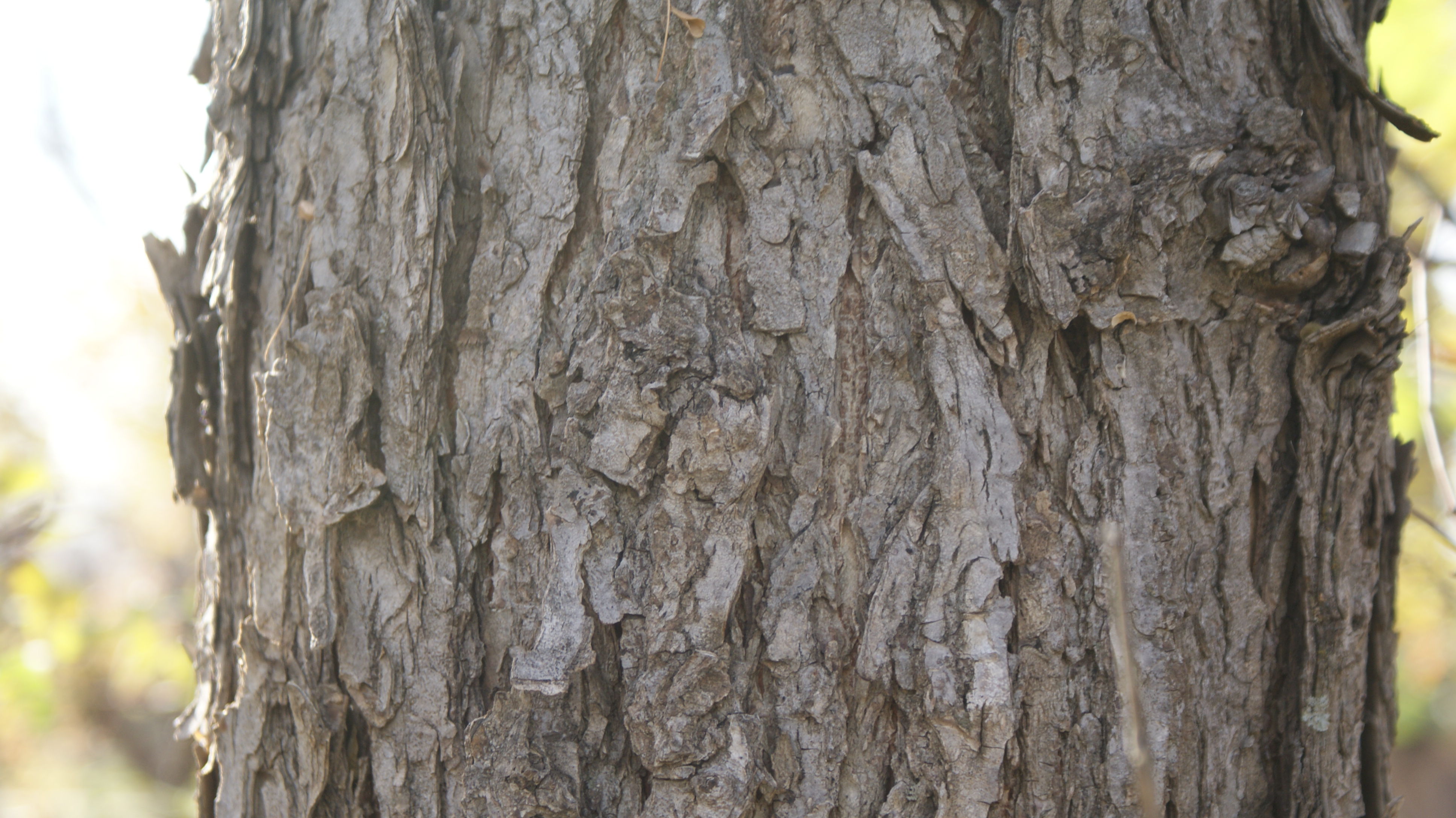
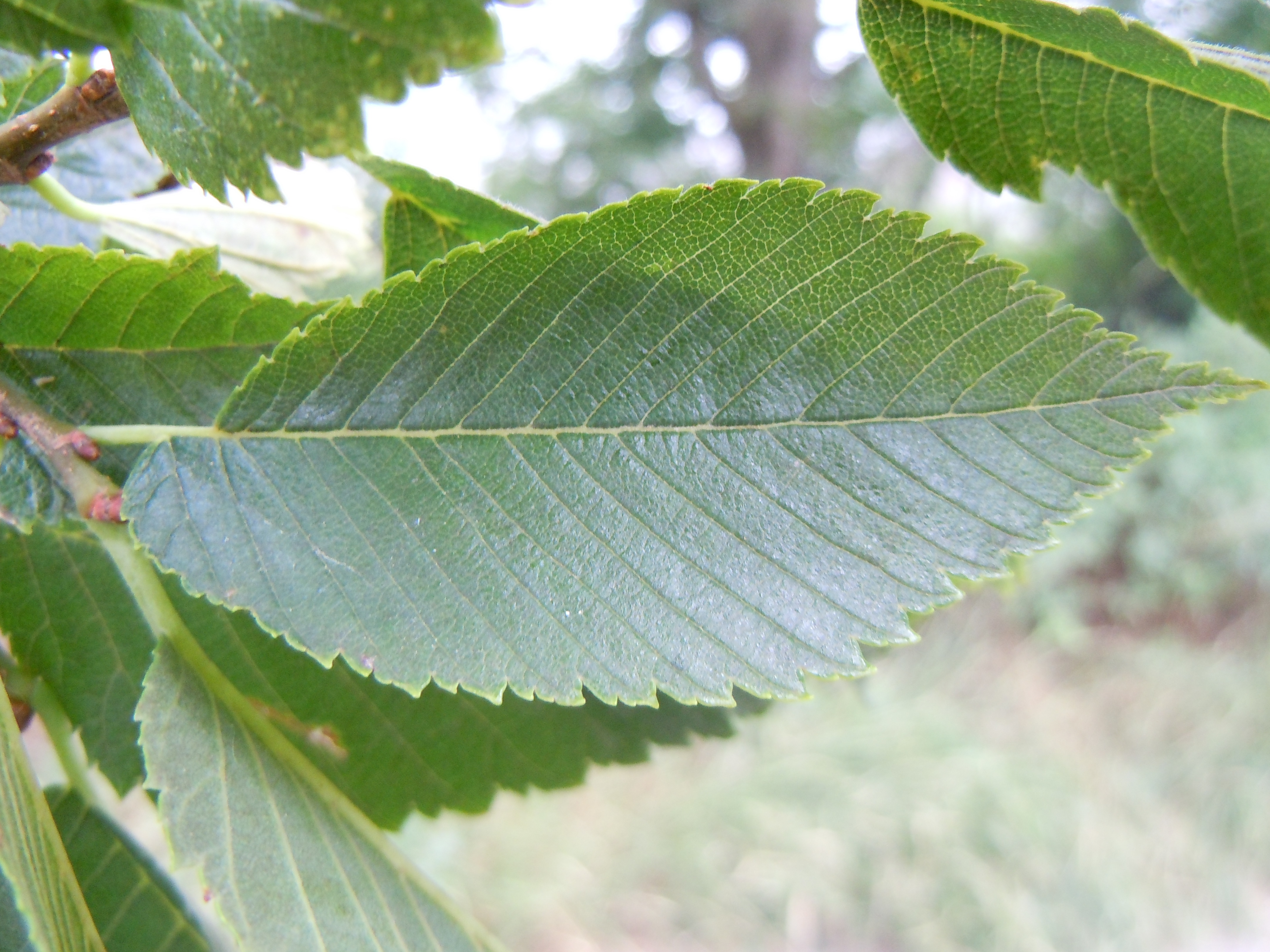
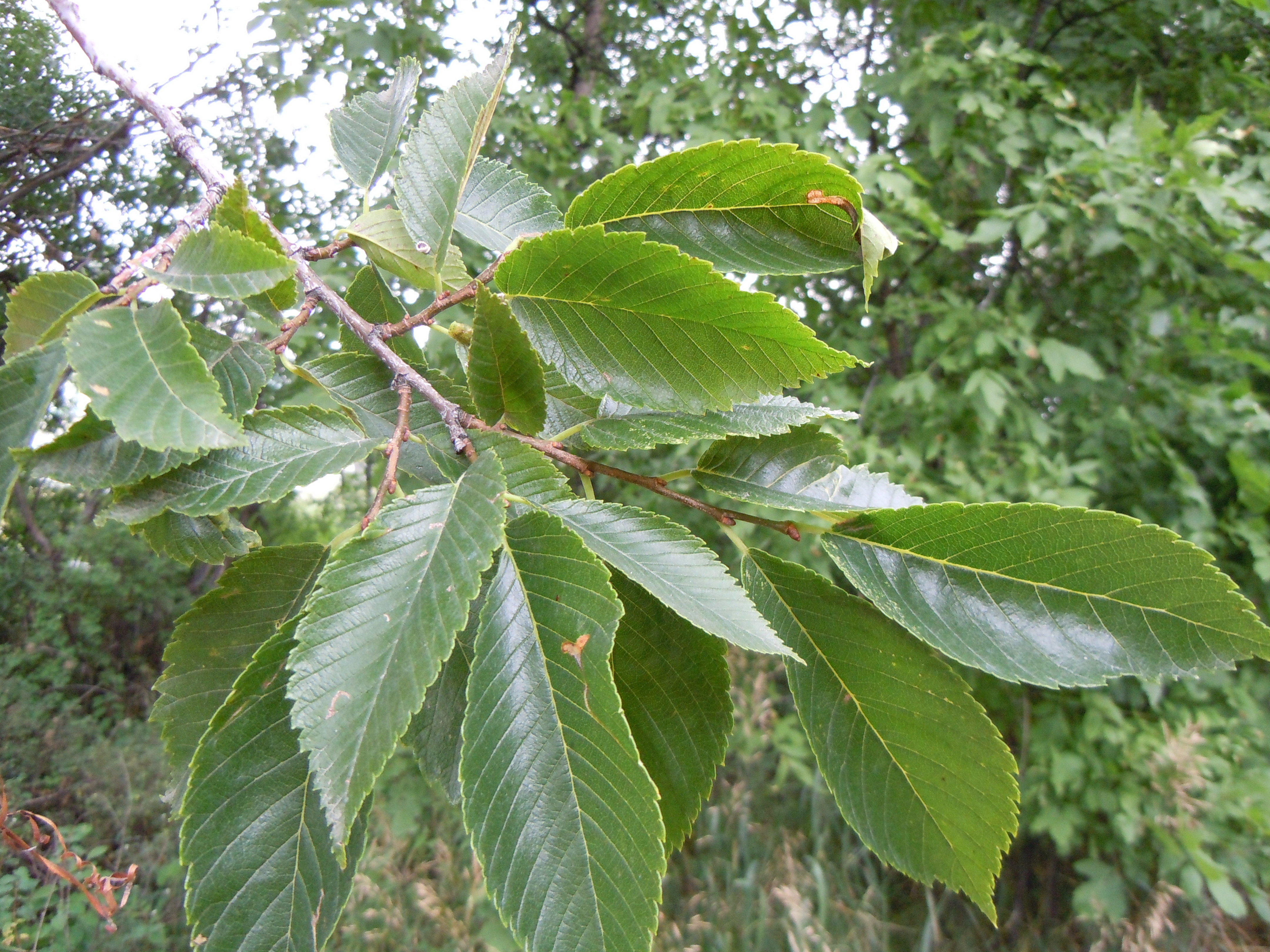
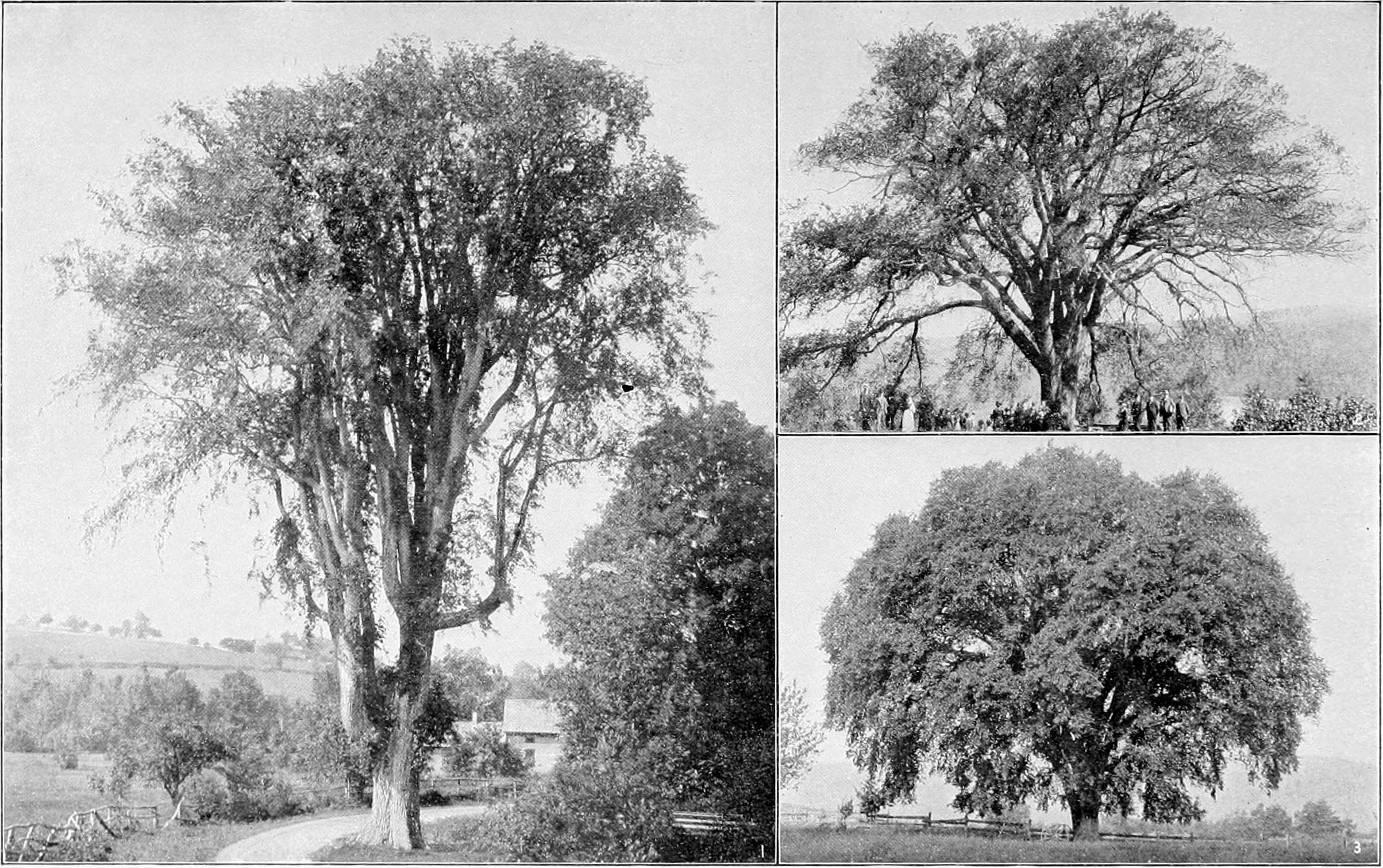
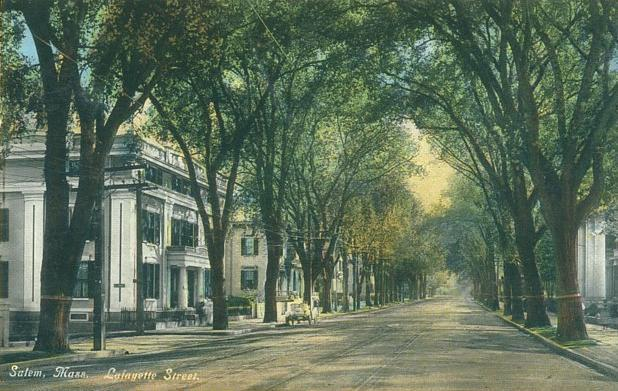